# Mihoko Koyama
Mihoko Koyama (japanisch 小山 美秀子, Koyama Mihoko; * 15. Mai 1910 in Ōsaka; † 29. Oktober 2003 in Kōbe) war eine japanische Unternehmerin, die Erbin des Toyobo-Textil-Unternehmens und Gründerin der Shinji Shumeikai.

## Hintergrund
1970 gründete sie die Organisation Shinji Shumeikai, die sich der Lebensphilosophie von Mokichi Okada verschrieben hat, dessen Schülerin sie war. Mihoko Koyama wurde von den Mitgliedern von Shinji Shumeikai auch Kaishu-sama genannt. Sie ist des Weiteren die Namensgeberin und Gründerin des 1997 geöffneten Miho-Museums.
| Personendaten    | Personendaten                                                      |
| ---------------- | ------------------------------------------------------------------ |
| NAME             | Koyama, Mihoko                                                     |
| ALTERNATIVNAMEN  | 小山 美秀子 (japanisch)                                            |
| KURZBESCHREIBUNG | japanische Unternehmerin und Gründerin einer spirituellen Bewegung |
| GEBURTSDATUM     | 15. Mai 1910                                                       |
| GEBURTSORT       | Ōsaka                                                              |
| STERBEDATUM      | 29. Oktober 2003                                                   |
| STERBEORT        | Kōbe                                                               |